# Падан Фейн
Падан Фейн (на английски: Padan Fain) е един от главните злодеи във фентъзи поредицата Колелото на Времето от Робърт Джордан.

## Амбулантен търговец и Мраколюбец
Падан Фейн е амбулантен търговец, който става мраколюбец, когато е на двадесетина години, като срещу това му е обещано безсмъртие. Докато пътува като амбулант, той се завръща всяка пролет в Емондово поле, където е център на внимание на селяните.

### Хрътка на Тъмния
През около 996 година от НЕ Фейн е избран за специална задача: да търси Преродения Дракон. Той пътува до Шайол Гул и се среща с Баал-замон, който му дава тъмни сили, които да му помагат в търсенето. През 997 година от НЕ се връща в Шайол Гул и откритията му са „извлечени“ от паметта му. Този процес е свързан с агонизираща болка, която разпалва ненавистта както към Баал Замон, така и към онези, които е трябвало да преследва. През 998 година от НЕ получава възможността да следи тези, които търси - тримата младежи от Емондово поле: Ранд ал'Тор, Матрим Каутон и Перин Айбара. Той довежда тролоци и мърдраал в Емондово поле през Зимната нощ.

### Бягство
След като атаката е неуспешна, той е принуден, заедно с тролоците, да започне преследване на Моарейн и компания. Когато достига до Шадар Логот, той успява да избяга от мърдраала, но попада в капана на Мордет, древен дух, който става причина за упадъка на Аридол (сега Шадар Логот).